# Anthostella stephensoni
Anthostella stephensoni är en havsanemonart som beskrevs av Oscar Henrik Carlgren 1938. Anthostella stephensoni ingår i släktet Anthostella och familjen Actiniidae. Inga underarter finns listade i Catalogue of Life.

## Bildgalleri

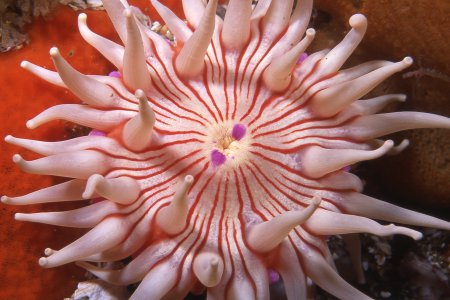